# Dunia Ayaso i Félix Sabroso
Dunia Ayaso Formoso (Las Palmas de Gran Canària, 8 de juny de 1961 - Santa Cruz de Tenerife, 27 de febrer de 2014) i Félix Sabroso de la Cruz (Las Palmas de Gran Canària, 10 d'agost de 1965) van ser una parella de directors de cinema i teatre i guionistas espanyols.
Van començar en una companyia de teatre i més tard van fer diferents cursos cinematogràfics. Félix va treballar com a guionista de televisió i Dunia realitzava vídeos industrials abans de debutar amb Fea.

## Filmografia
- Fea (1994)
- Perdona bonita, pero Lucas me quería a mí (1997)
- El grito en el cielo (1998)
- Descongélate! (2003)
- Chuecatown (2007) coguionistes amb el director Juan Flahn.
- Los años desnudos (2008)
- La isla interior (2009)
- El banjo (2014), curtmetratge.
- Only Men Go to the Grave (2016) coguionistes amb el director Abdulla Al-Kaabi.

## Televisió
- Quítate tú pa' ponerme yo (Telecinco, 1999)
- La Rioja, tierra universal (especial TV, 2002)
- Mujeres (TVE, 2006)
- La que se avecina (Telecinco, 2014).[3]

## Teatre
- ¿Qué fue de las hermanas Sue? (1999)
- El hundimiento del Titanic (2005)
- La Gran Depresión (2011)
- De cintura para abajo (2012)
- Lifting (2013)